# Друга світова війна (серія монет)
Дру́га світова́ війна́ — серія ювілейних монет, започаткована Національним банком України у 1995 році. 

## Монети в серії
Станом на вересень 2016 року серія налічує 8 срібних, 10 нейзильберових монет та одну з мельхіору.
До серії належать наступні монети:
| тип             | найменування                                                                            | метал      | номінал, гривень | дата введення в обіг |
| --------------- | --------------------------------------------------------------------------------------- | ---------- | ---------------- | -------------------- |
| Ювілейна монета | «Перемога у Великій Вітчизняній Війні 1941 — 1945 років»                                | мельхіор   | 200000 (карб.)   | 7 травня 1995        |
| Ювілейна монета | «55 років визволення України від фашистських загарбників»                               | нейзильбер | 2                | 20 жовтня 1999       |
| Ювілейна монета | «55 років Перемоги у Великій Вітчизняній війні 1941-1945 років»                         | нейзильбер | 2                | 25 квітня 2000       |
| Ювілейна монета | «55 років Перемоги у ВВВ 1941 — 1945 років»                                             | срібло     | 10               | 20 листопада 2000    |
| Ювілейна монета | «60 років визволення Києва від фашистських загарбників»                                 | нейзильбер | 5                | 27 жовтня 2003       |
| Ювілейна монета | «60 років визволення Києва від фашистських загарбників»                                 | срібло     | 20               | 27 жовтня 2003       |
| Ювілейна монета | «60 років Перемоги у Великій Вітчизняній війні 1941 — 1945 років»                       | срібло     | 20               | 28 квітня 2005       |
| Ювілейна монета | «Визволення Харкова від фашистських загарбників»                                        | нейзильбер | 5                | 21 серпня 2013       |
| Ювілейна монета | «Визволення Харкова від фашистських загарбників»                                        | срібло     | 10               | 21 серпня 2013       |
| Ювілейна монета | «Визволення Донбасу від фашистських загарбників»                                        | нейзильбер | 5                | 30 вересня 2013      |
| Ювілейна монета | «Визволення Донбасу від фашистських загарбників»                                        | срібло     | 10               | 30 вересня 2013      |
| Ювілейна монета | «Прорив радянськими військами німецької лінії оборони «Вотан» та визволення Мелітополя» | нейзильбер | 5                | 16 жовтня 2013       |
| Ювілейна монета | «Битва за Дніпро»                                                                       | нейзильбер | 5                | 30 жовтня 2013       |
| Ювілейна монета | «Битва за Дніпро»                                                                       | срібло     | 50               | 30 жовтня 2013       |
| Ювілейна монета | «Визволення Нікополя від фашистських загарбників»                                       | нейзильбер | 5                | 7 лютого 2014        |
| Ювілейна монета | «Корсунь-Шевченківська битва»                                                           | нейзильбер | 5                | 17 лютого 2014       |
| Ювілейна монета | «Корсунь-Шевченківська битва»                                                           | срібло     | 20               | 17 лютого 2014       |
| Ювілейна монета | «70 років визволення України від фашистських загарбників»                               | нейзильбер | 5                | 21 жовтня 2014       |
| Ювілейна монета | «70 років визволення України від фашистських загарбників»                               | срібло     | 20               | 21 жовтня 2014       |
| Ювілейна монета | 75 років визволення України                                                             | нейзильбер | 5                | 22 жовтня 2019 року  |
| Ювілейна монета | 75 років перемоги над нацизмом у Другій світовій війні 1939—1945 років                  | нейзильбер | 5                | 5 травня 2020 року   |

## Мельхіорова монета

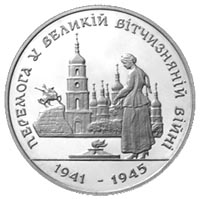
«Перемога у ВВВ 1941 — 1945 років»

## Срібні монети

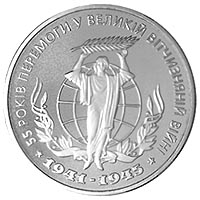
«55 років Перемоги у ВВВ 1941 — 1945 років»
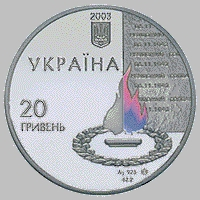
«60 років визволення Києва від фашистських загарбників»
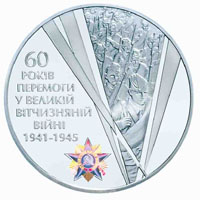
«60 років Перемоги у Великій Вітчизняній війні 1941 — 1945 років»
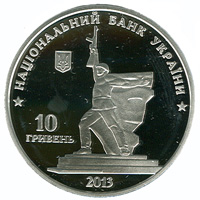
«Визволення Харкова від фашистських загарбників»
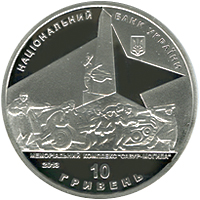
«Визволення Донбасу від фашистських загарбників»
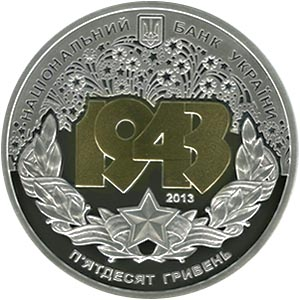
«Битва за Дніпро»
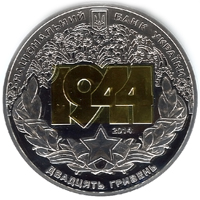
«Корсунь-Шевченківська битва»
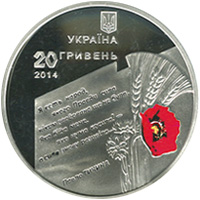
«70 років визволення України від фашистських загарбників»

## Нейзильберові монети

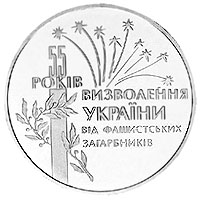
«55 років визволення України від фашистських загарбників»
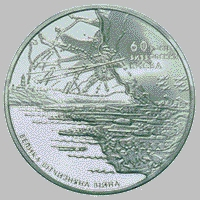
«60 років визволення Києва від фашистських загарбників»
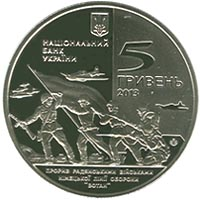
«Прорив радянськими військами німецької лінії оборони «Вотан» та визволення Мелітополя»
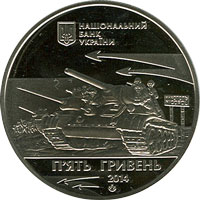
«Визволення Нікополя від фашистських загарбників»
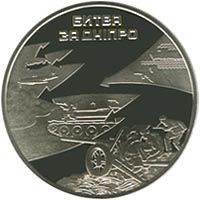
«Битва за Дніпро»
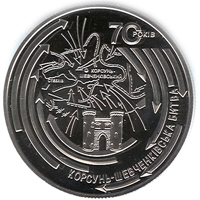
«Корсунь-Шевченківська битва»
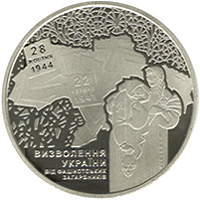
«70 років визволення України від фашистських загарбників»